# ارنست پیک
ارنست پیک (انگلیسی: Ernest Peake؛ زادهٔ ۱ مهٔ ۱۸۸۸) بازیکن فوتبال، و سرمربی (فوتبال) اهل ولز است.
از باشگاه‌هایی که در آن بازی کرده‌است می‌توان به باشگاه فوتبال لیورپول اشاره کرد.